# Bandeira dos Trinta e Três Orientais
A bandeira dos Trinta e Três Orientais é um dos símbolos nacionais do Uruguai. Foi hasteada pela primeira vez pelo exército dos Trinta e Três Orientais durante a Cruzada Libertadora, em 19 de abril de 1825, em sua jornada para libertar a Província Oriental do domínio do Império do Brasil.

## História e simbolismo
Projetada para ser hasteada durante a Cruzada Libertadora de 19 de abril de 1825, foi confeccionada por Luis Ceferino de la Torre e a inscrição central foi originalmente pintada pelo pintor suíço Jean-Philippe Goulu. Inspirada na bandeira de Artigas da Província Oriental hasteada em 1815 na cidade de Montevidéu, que consistia nas mesmas cores na mesma ordem, mas sem a inscrição central.
A bandeira foi composta por três faixas horizontais de tamanho igual: a faixa azul superior simbolizava a grandeza, a faixa branca do meio simbolizava a República e a faixa vermelha inferior simbolizava o sangue derramado pela liberdade e independência. A faixa central traz a inscrição "Libertad o Muerte".
A bandeira original permaneceu no Museu Nacional até 1969, quando foi roubada pela organização guerrilheira anarquista OPR-33; seu destino é desconhecido até hoje. Uma réplica dela está localizada na Basílica de Florida, onde está a imagem de Nossa Senhora dos Trinta e Três. A bandeira é exibida ao lado da venerada imagem.

## Na arte

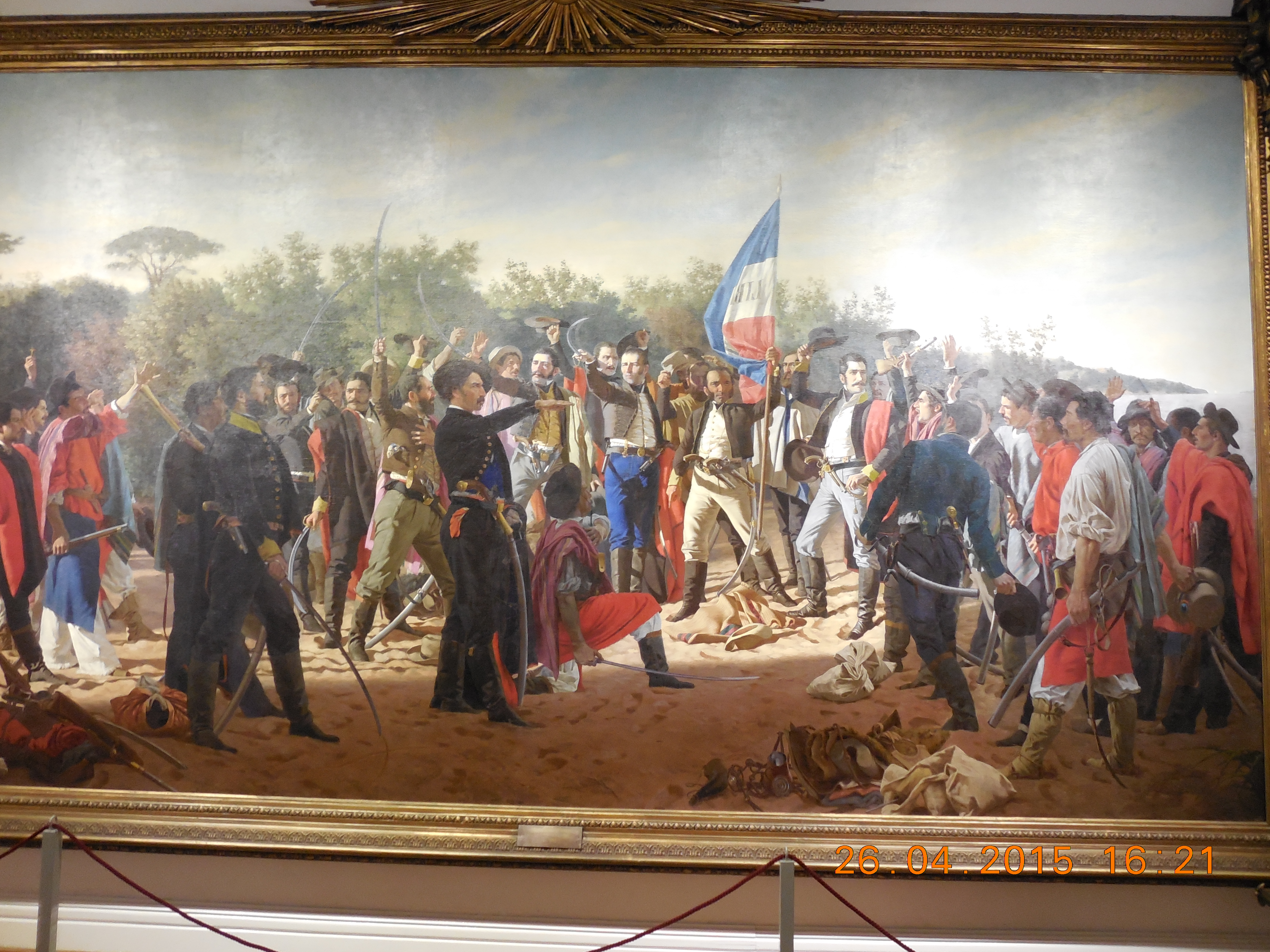
Juramento dos Trinta e Três Orientais, de Juan Manuel Blanes. A bandeira é visível no centro da pintura.

Uma pintura a óleo de Juan Manuel Blanes chamada El Juramento de los Treinta y Tres Orientales retrata o líder dos Trinta e Três, Juan Antonio Lavalleja, seu segundo Manuel Oribe e o resto dos patriotas hasteando esta bandeira assim que desembarcaram na praia da Agraciada.